# Кружна путовања
„Кружна путовања“ је југословенски ТВ филм из 1986. године. Режирао га је Владимир Момчиловић, а сценарио је писао Миленко Вучетић.

## Улоге
| Глумац            | Улога             |
| ----------------- | ----------------- |
| Никола Симић      | Господин Кукурику |
| Олга Спиридоновић | Госпођа са огласа |